# Stazione di Rispescia
La stazione di Rispescia era una fermata ferroviaria a servizio dell'omonima frazione del comune di Grosseto, posta sulla ferrovia Tirrenica.

## Storia
La fermata al "raddoppio" di Rispescia entrò in esercizio per il servizio viaggiatori il 1° febbraio 1901, come nuova sosta lungo la ferrovia Pisa-Roma tra le stazioni di Grosseto e di Alberese.
La fermata è stata punto di origine per la ferrovia a scartamento ridotto Rispescia-Arcille-Cana, aperta nel 1916 e chiusa nove anni dopo.
Il 1º novembre 1934 venne limitata nel servizio, non effettuando più né servizio viaggiatori né bagagli, perciò effettivamente non più servita da alcun treno.
Dal 1º marzo 1940 divenne sede del Posto di Blocco n. 38 con l'attivazione dell'esercizio in Dirigente Centrale e rimase tale fino a metà anni '90 quando si passò alla gestione con Sistema di Comando e Controllo.
Prima di venire definitivamente soppressa, la fermata risultava già impresenziata nel 1999 insieme ad Alberese, Talamone, Capalbio e Chiarone sul tratto di linea Grosseto-Civitavecchia.

## Strutture e impianti
L'impianto era composto di un fabbricato viaggiatori a due piani, ricavato da una casa cantoniera, e due banchine serventi i due binari di corsa, quasi completamente scomparse. Il primo binario è usato per i treni in direzione nord, mentre il secondo per quelli in direzione sud. Adiacente al fabbricato viaggiatori era presente un passaggio a livello, chiuso e sostituito con un sottopasso posto poco più a sud.